# Dayton (Teksas)
Dayton je grad u američkoj saveznoj državi Teksas. Prema popisu stanovništva iz 2010. u njemu je živjelo 7.242 stanovnika.